# Excideuil
Excideuil är en kommun i departementet Dordogne i regionen Nouvelle-Aquitaine i sydvästra Frankrike. Kommunen ligger i kantonen Excideuil som tillhör arrondissementet Périgueux. År 2022 hade Excideuil 1 195 invånare.

## Befolkningsutveckling
Antalet invånare i kommunen Excideuil
Referens:INSEE